# Linha primitiva

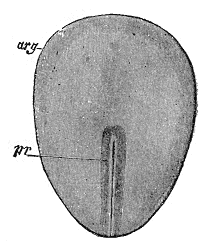
Vista da superfície do embrião de um coelho. arg: disco embrionário pr: linha primitiva.

Linha primitiva é uma estrutura característica da gastrulação de répteis, aves e mamíferos. Sua formação se dá na proliferação e migração das células do epiblasto para o plano mediano do disco embrionário. A migração destas células gera um espessamento no centro da área pelúcida que começa a se estreitar e portanto, alongar-se na direção anterior. Enquanto a linha primitiva se alonga pela direção de células na sua extremidade caudal, a extremidade cranial prolifera e forma um nó primitivo. Consequentemente, um estreito sulco primitivo se forma na linha primitiva e termina em uma pequena depressão no nó primitivo. Assim que a linha primitiva surge, é possível identificar o eixo cefálico-caudal do embrião. 
Conforme as células migram pela linha primitiva, uma depressão se forma, sendo esta conhecida como fenda primitiva, que por sua vez é análoga ao blastóporo dos anfíbios. Pouco depois do aparecimento da linha primitiva, células abandonam sua superfície profunda e formam o mesênquima, uma trama frouxa do tecido conjuntivo embrionário que forma o tecido de sustentação do embrião. 